# Rolo Puente
Rolando Domínguez Pardo, mais conhecido como Rolo Puente (Buenos Aires, 13 de agosto de 1939 - 5 de maio de 2011), foi um ator e humorista argentino.

## Filmografia
- Sólo un ángel (2005)
- Apariencias (2000)
- ¿Sabés nadar? (1997)
- No seas cruel (inédita - 1996)
- Enfermero de día, camarero de noche (1990)
- Me sobra un marido (1987)
- Las minas de Salomón Rey (1986)
- Camarero nocturno en Mar del Plata (1986)
- Un loco en acción (1983)
- ¡Qué linda es mi familia! (1980)
- La noche viene movida (1980)
- Las muñecas que hacen ¡Pum! (1979)
- Un toque diferente (1977)
- La noche del hurto (1976)
- Contigo y aquí (1974)
- Autocine mon amour (1972)
- Quiero llenarme de tí (1969)
- Los muchachos de antes no usaban gomina (1969)
- Sangre de vírgenes (1968)
- Villa Cariño está que arde (1968)
- Operación San Antonio (1968)
- La bestia desnuda (1967)
- Coche cama, alojamiento (1967)
- Una máscara para Ana (1966)